# No Se Me Quita
„No Se Me Quita“ je píseň kolumbijského zpěváka Malumy, jako singl vyšla 30. srpna 2019, je čtvrtým a posledním singlem z alba 11:11. Skladba byla vytvořena ve spolupráci portorickým zpěvákem Ricky Martinem, jedná se o druhou, první byla na písní „Vente Pa' Ca“. 

## Žebříčky úspěšnosti
| Země                                    | Pozice (2019) |
| --------------------------------------- | ------------- |
| Argentina (Argentina Hot 100)           | 26            |
| Bolívie                                 | 6             |
| Ecuador (National-Report)               | 7             |
| Guatemala (Monitec)                     | 14            |
| Latin America (Monitor Latino)          | 19            |
| Mexico Airplay (Billboard)              | 1             |
| Paraguay (SGP)                          | 17            |
| Uruguay (Monitor Latino)                | 4             |
| US Latin Digital Song Sales (Billboard) | 1             |
| Venezuela (Monitor Latino)              | 4             |